# Армијска група
Армијска група или група армија представља велику стратегијску групацију (формацију) сачињену од неколико армија копнене војске. Најчешће је одговорна за одређено географско подручје. Армијска група је највећа формација копнене војске којом командује један заповедник, обично генерал или маршал односно фелдмаршал. Бројчана снага армијске групе креће се између 400.000 и 1.500.000 људи.
У совјетској Црвеној армији еквивалент армијској групи познат је под називом фронт, а у Империјалној јапанској армији (ИЈА) под називом Главна армија.
Армијске групе могу били и вишенационалне формације. На пример, током Другог светског рата, америчка Јужна група армија (такође позната и као америчка 6. група армија) обухватала је америчку 7. армију и француску 1. армију; 21. група армија у свом саставу имала је британску 2. армију, канадску 1. армију и америчку 9. армију и сл.

## Други светски рат

### Кина
Кинеска „армијска група“ је најчешће по бројкама одговарала армији копнене војске других држава. Дана 16. маја 1940. године, Занг Зизонг, командант 33. армијске групе убијен је у борби у провинцији Хубеј. Зизанг је био највиши кинески официр који је погинуо у борби током рата.

### Немачка
Армија немачког Вермахта током Другог светског рата била је организована у групе армија (Види Немачке групе армија у Другом светском рату) и армијске групе. Неке од ових група армија биле су по своме саставу вишенационалне, састављене од армија неколико земаља сила Осовине. На пример, Групу армија Африка чиниле су немачке и италијанске трупе.
У немачком Вермахту постојала је разлика између групе армија и армијске групе, што може довести до забуне. 
- Група армија Вермахта била је организациона формација састављена од неколико армија и као таква представљала је највећу немачку организациону формацију током целог Другог светског рата. У свом саставу имала је стотине различитих јединица и бројала по неколико стотина хиљада војника. Све јединице, из састава једне групе армија, деловале су на одређеном географском подручју у оквиру фронта. Пример је Група армија Африка која је под својом командом имала све јединице које су се бориле у северној Африци у време њеног формирања и сл.

- Армијска група Вермахта представљала је до 1943. године две или три суседне армије, често мешовитог националног састава али не и по правилу, са јединственим армијским штабом (обично немачким) које су привремено распоређиване под команду једне од њих. Армијска група је увек била подређена локалној групи армија. Све до пред крај 1943. године појам армијске групе имао је слободније дефинисано значење и могао је представљати и груписање јединица величине армије. Тако је Оклопна група 2 августа 1941. ојачана и преименована у Армијску групу Гудеријан. Армијске групе могле су бити по потреби и само величине корпуса, као што је то била Армијска група Фелбер и сл.

### Јапан
Током Другог светског рата Јапанска царска војска имала је у свом саставу шест главних армија (плус Шангајску експедициону армију која 1930их године фигурирала у више наврата у кратком временском периоду на ратишту у Кини), и то:
- Квантушка армија, настала је као гарнизон величине дивизије јапанске приморске колоније у североисточном делу Кине још почетком XX века и све до краја Другог светског рата 1945. године деловала је на територији северне Кине. Ова армија била је највећа и најпрестижнија војна формација Јапанске царске војске, а свој врхунац достигла је 1941. године када је у свом саставу бројала чак 700.000 војника. У самој завршници рата на Далеком истоку, августа 1945. године, уништена је од стране јединица совјетске Црвене армије у операцији Августовска олуја.
- Кинеска експедициона армија, формирана је у Нанјингу септембра 1939. године, у циљу укључивања у ратне операције у централној Кини. На крају Другог светског рата у свом саставу имала је 25 пешадијских и једну оклопну дивизију, као и 22 самосталне бригаде, са око 620.000 људи.
- Јужна експедициона армијска група, позната и као „Јужна експедициона армија“ или „Јужна армија“. До новембра 1941. године, када је формирана ова армијска група, рат против западних Савезника се повољно одвијао по империјални Јапан и јавила се потреба за оснивањем једне веће војне формације која би обухватила и координирала операцијама јединица Империјалне јапанске армије у јужној Кини, југоисточној Азији и у југозападном Пацифику (укључујући и Соломонова острва).
- Шангајска експедициона армија, појављује се на кратко током 1932. и од 1937. до 1938. године.

Априла 1945. године јапанска Главна команда одбране (Главна одбрамбена команда или Генералштаб отаџбинске одбране) подељена је у три главне армије:
- 1. главна армија, са штабом у Токију
- 2. главна армија, са штабом у Хирошими
- Ваздухопловна главна армија, са штабом у Токију

До августа 1945. године ове војне групације бројале су два милона људи сврстаних у 55 дивизија и низ других мањих самосталних јединица. Након капитулације Јапана, Империјална јапанска армија је распуштена, осим 1. главне армије, која је остала да постоји све до новембра 1945. године као 1. штаб за демобилизацију.

### Совјетски Савез
Совјетска армија била је организована у фронтове који су најчешће по својој снази били величине армијске групе (Види Совјетски фронтови у Другом светском рату). Неки од совјетских фронтова имали су у свом саставу поред совјетских и јединице других националности, па је тако пољска 1. армија била саставни део 1. белоруског фронта и томе слично.

### Западни савезници
Године 1943, претходно неформална англо-америчка сарадња на европском ратишту ојачана је успостављањем заједничког штаба у Лондону чији је основни задатак био да разради план за искрцавање Савезника у западној Европи. Назив овог штаба „COSSAC“ настао је од иницијала званичног назива (Chief of Staff to the Supreme Allied Commander или у преводу начелник Штаба савезничког врховног команданта). Овај штаб је већ почетком 1944. године променио назив у Врховну команду савезничких експедиционих снага (Supreme Headquarters Allied Expeditionary Forces (SHAEF)).
Током операција након савезничког искрцавања у Нормандији јуна 1944. године ова команда имала је под собом три савезничке групе армија. Поред 21. и 12. групе армија септембра 1944. године придружила им се и 6. група армија која је извршила искрцавање у јужној Француској. Као део припремног инвазионог плана на папиру је постојала и 1. америчка група армија, али она никада није оформљена у стварности.
Команда савезничких снага на Медитеранском бојишту (Allied Forces Headquarters (AFHQ)) такође је имала у свом саставу једну армијску групу, и то 15. групу армија, вишенационалну формацију која се борила у Италији.
Команда југоисточне Азије (South East Asia Command (SEAC)) у свом саставу је имала британску 11. групу армија која је касније реорганизована у Савезничке снаге Југоисточне Азије (Allied Land Forces South East Asia (ALFSEA)). Као и остале савезничке армијске групе и ова је координирала операције савезничких јединица више држава.

## Групе армија НАТО пакта
Током Хладног рата копнене снаге НАТО пакта на територији препознатљивој као Централни регион (већи део тадашње Савезне Републике Немачке) је у случају отвореног сукоба требало да дејствује као две армијске групе под командом Савезничких снага у Централној Европи. Ове две армијске групе, заједно са ваздухопловним снагама биле су одговорне за одбрану Немачке у случају инвазије њене територије од стране снага Варшавског пакта. Савезничке снаге у Централној Европи чиниле су Северна група армија („NORTHAG“) и Централна група армија („CENTAG“). По свом формацијском саставу оне су биле само армије, с обзиром да су их чинила по четири корпуса.
Новембра 1991. године председници држава и влада земаља НАТО пакта су усвојили „Нови стратешки концепт“ на НАТО самиту у Риму. Оријентација усвојеног концепта, између осталог, водила је ка коренитим променама како у војним снагама тако и у командним структурама. Структурне промене започете су јуна 1993. године укидањем штабова Централне групе армије у Хајделбергу и Северне групе армија у Менхенгладбаху и њиховом заменом новоформираним Штабом савезничких копнених снага у Централној Европи („LANDCENT“), који је постао оперативан 1. јула 1993. године са седиштем у Хајделбергу.